# School of the Air

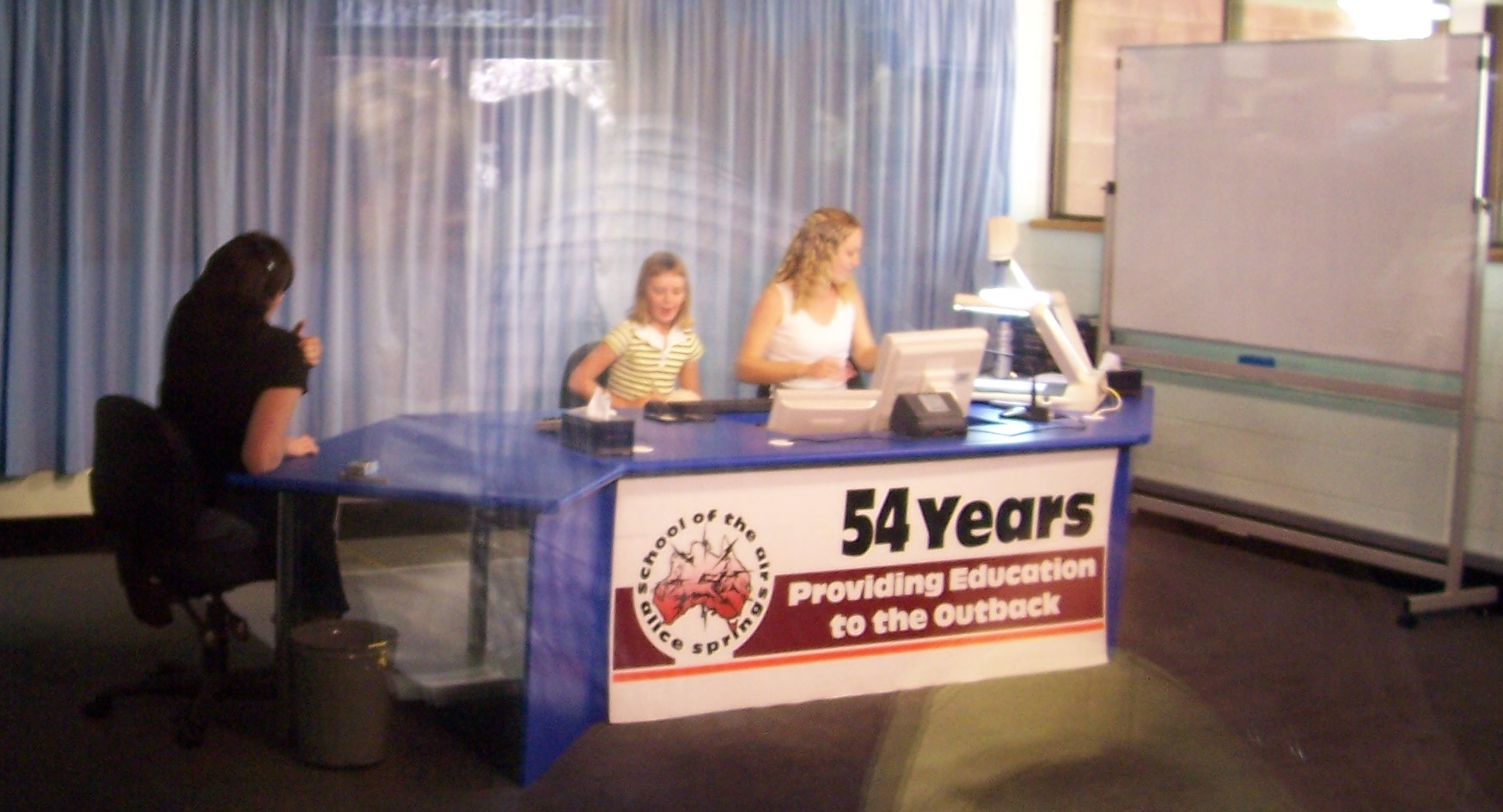
Studio der School of the Air in Alice Springs

School of the Air ist eine spezielle Schulform in den dünn besiedelten Regionen Australiens. Schüler der Primarstufe und der unteren Sekundarstufe I werden dabei im Fernunterricht unterrichtet.
Die Übermittlung erfolgte anfangs mittels Kurzwellenfunk und wird nun auf Internettechnologien umgestellt. Die Hausaufgaben werden ebenfalls via Internet zum Lehrer gesendet. Jeder Schüler erhält pro Tag etwa eine Stunde Gruppen- oder Einzelunterricht. Den Rest des Tages lernt er mit den zugesendeten Materialien unter Anleitung der Eltern, älterer Geschwister oder eines eingestellten Tutors.
Eine School of the Air gibt es unter anderem in Broken Hill, Alice Springs, Mount Isa und Meekatharra. Die Schule in Alice Springs war die erste Schule dieser Art und wurde 1951 gegründet. Sie hat zurzeit etwa 120 Schüler, die sich auf eine Fläche von 1.000.000 km² verteilen. Etwa 15 Prozent dieser Kinder sind Aborigines.
Die Einrichtung in Alice Springs verfügt über ein Besucherzentrum, welches jeden Tag der Woche für Touristen offensteht. Dabei kann man auch die morgendlichen Übertragungen mitverfolgen und aufgezeichnete Unterrichtsstunden ansehen. Das dabei gesammelte Geld wird für verschiedene Projekte zur Förderung der Schüler genutzt.
Im Januar 1960 wurde die erste School of the Air Queenslands in Cloncurry, in Anlehnung an die Flying Doctors, gegründet und vier Jahre später mit den Flying Doctors nach Mount Isa verlagert. Zurzeit werden etwa 220 Kinder (von ca. 150 Familien) unterrichtet, von der Vorschule bis hin zur 10. Klasse. Das Einzugsgebiet reicht von der Grenze zum Northern Territory im Westen nach Richmond im Osten und von Burketown im Norden bis nach Birdsville im Süden. Die Schule ist komplett vom Schulamt von Queensland finanziert. Die Familien bekommen ein Telefon und Kopfhörer von der Schule gestellt, bis alle Schüler der Familie die Schule verlassen haben.
In einer 30-minütigen Schulstunde spricht eine Lehrkraft mit maximal 10 Schülern. Es gibt außerdem zwei Lehrerpaare, sog. Feldteams. Sie besuchen in ihrem Allradwagen alle angemeldeten Schüler. Es braucht 40 Wochen Reisezeit im Jahr, um alle Schüler zu besuchen. Unterrichtsfächer sind Sprachkunde, Mathematik, Erdkunde, Wissenschaft, Kunst, Medien und Bibliothekswesen. Deutsch ist zweite Sprache. Aus der vollautomatischen Bibliothek werden CD-ROMs, Videos und Bücher an die Schüler verschickt. Inzwischen geht man auch hier dazu über, das Internet mit einzubinden. Lehrer und Schüler kommunizieren per Webcam und Headsets. Die Lehrer können so Schüler zu- und wegschalten, je nach Einzelgespräch oder Gruppenarbeit. Eine Führung findet an Schultagen um 9 Uhr und 10 Uhr statt.
Da die Kinder relativ isoliert leben, ist die School of the Air ihre erste Sozialisationsmöglichkeit mit anderen Kindern außerhalb der eigenen Familie. Dies wird durch jährliche Treffen gefördert, wo die Kinder einer Klasse für eine Woche nach Alice Springs reisen und die Zeit mit ihren Mitschülern und Lehrern verbringen.